# 千葉県立衛生短期大学
千葉県立衛生短期大学（ちばけんりつえいせいたんきだいがく、英語: Chiba College of Health Science）は、千葉県千葉市美浜区若葉2-10-1に本部を置いていた日本の公立大学である。1981年に設置され、2011年に廃止された。大学の略称はCCHS。

## 概観

### 大学全体
- 千葉県千葉市美浜区に所在した日本の公立短期大学で、設置主体は千葉県[2]。
- 1981年に開学[注 1]。その当初より学科数、入学総定員に変化はなく、4学科体制ととる。
- 2008年度の入学生を最後に[注釈 2]、2011年に短期大学としての使命を終える[注釈 3]。

### 建学の精神（校訓・理念・学是）
- 千葉県立衛生短期大学の教育方針は「健康支援・地域主体・生涯学習」であった。

### 教育および研究
- 千葉県立衛生短期大学には医療系の学科が4つあり、まずその一つである第一看護学科では、千葉大学医学部附属病院・医療法人同和会千葉病院・千葉県こども病院などでの看護実習が行なわれていた。第二看護学科は、カリキュラム内容や実習先などは第一看護学科と共通しているものが多いが、准看護師資格を有する人のみが入学資格があり第一看護学科よりも科目数や取得単位数が少ないものとなっていた。歯科衛生学科では、学内及び学内歯科診療所・千葉大学医学部附属病院などでの臨床実習、千葉市立幕張小学校や千葉県立袖ヶ浦養護学校などでの臨地実習が行なわれており、全国の短大でも珍しい男女共学であった。栄養学科は、千葉大学医学部附属病院・帝京大学医学部附属市原病院・千葉県内での小中学校・高齢者福祉施設および事業所などでの実習も選択により行なわれた。また、千葉県内の小中学校での栄養教育実習も履修できるようになっていた。

### 学風および特色
- 千葉県立衛生短期大学は実習を重視した教育内容を整えていた。

## 沿革
- 1981年
  - 1月16日 左記を以て文部省[注 2]より短期大学の設置が認可される[8]。
  - 4月1日 千葉県立衛生短期大学が以下の学科体制にて開学する。
    - 第一看護学科 入学定員80名
    - 第二看護学科 入学定員40名
    - 歯科衛生学科 入学定員50名
    - 栄養学科 入学定員50名

  - 5月1日 学生数[9]/定員
    - 第一看護学科 80[注釈 4]/80
    - 第二看護学科 22[注釈 5]/40
    - 栄養学科 50[注釈 4]/50
    - 歯科衛生学科 50[注釈 6]/50
- 1982年
  - 4月1日 以下の内容から、栄養学科に初めて男子学生の在籍が確認されている。
  - 5月1日 学生数[10]/定員
    - 第一看護学科 157[注釈 4]/160
    - 第二看護学科 38[注釈 5]/80
    - 栄養学科 99[注釈 5]/100
    - 歯科衛生学科 100[注釈 6]/100
- 1984年
  - 4月1日 以下の内容から、第一看護学科に史上初めて男子学生の在籍が確認される。
  - 5月1日 学生数[11]/定員
    - 第一看護学科 248[注釈 5]/240
    - 第二看護学科 48[注釈 4]/80
    - 栄養学科 102[注釈 6]/100
    - 歯科衛生学科 111[注釈 4]/100
- 1992年
  - 5月1日 学生数[注 3]/定員
    - 第一看護学科 241[注 4]/240
    - 第二看護学科 84[注釈 5]/80
    - 栄養学科 103[注釈 6]/100
    - 歯科衛生学科 102[注釈 4]/100
- 1999年
  - 5月1日 学生数[14]/定員
    - 第一看護学科 239[注 5]/240
    - 第二看護学科 80[注 6]/80
    - 栄養学科 100[注釈 4]/100
    - 歯科衛生学科 105[注釈 4]/100
- 2005年
  - 4月1日 栄養学科に栄養教諭二種免許状の課程が認可される[15]。
- 2008年
  - 1月 平成20年度大学入試センター試験参加短期大学の1校となる[16]。
  - 4月1日 この年度をもって学生募集を終了[注釈 2]。
- 2011年
  - 11月25日 左記をもって正式に廃止となる[注釈 3]。

## 基礎データ

### 所在地
- 千葉県千葉市美浜区若葉2-10-1[注釈 1]

### 交通アクセス
- JR総武線幕張駅、京葉線海浜幕張駅、京成千葉線幕張駅より徒歩で15分程度の場所にあった。近隣には放送大学本部があった。

### 象徴
- 千葉県立衛生短期大学のカレッジマークは葉をイメージしており、設置主体である千葉県の「葉」にちなんでいることがわかる[注 7]。
- 校歌は、矢野幸夫が作詞、森祥子が作曲、谷本智希が編曲したものとなっていた[17]。

## 教育および研究

### 組織

#### 学科[注 8]
- 第一看護学科 入学定員80名
- 第二看護学科 入学定員40名
- 歯科衛生学科 入学定員50名[注 9]
- 栄養学科 入学定員50名

#### 専攻科
- なし

#### 別科
- なし

##### 取得資格について[15]
資格
- 栄養士：栄養学科にて取得できた。

受験資格
- 看護師
  - 第一看護学科
  - 第二看護学科
- 歯科衛生士：歯科衛生学科

教職課程
- 栄養教諭二種免許状：栄養学科[19]

#### 附属機関
- 千葉県立衛生短期大学図書館：所蔵資料数はおよそ52,000冊であった。

### 研究
- 『千葉県立衛生短期大学紀要』[20]

## 学生生活

### 部活動・クラブ活動・サークル活動
- 千葉県立衛生短期大学のクラブ活動には、バレーボール・吹奏楽・軽音楽、「寿司」・「食育」・「旨い物」、「菓子」の各種研究会などがあった。

### 学園祭
- 千葉県立衛生短期大学の学園祭は毎年、概ね10月に実施されていた。

## 施設

### キャンパス
- 事務室
- 看護実習室
- 歯科衛生実習室
- 調理実習室ほか

## 卒業後の進路について

### 編入学・進学実績[21]
- 第一看護学科：信州大学・横浜市立大学・日本赤十字看護大学ほか
- 第二看護学科：弘前大学・聖路加看護大学・埼玉県立大学短期大学部専攻科ほか
- 歯科衛生学科：東京医科歯科大学ほか
- 栄養学科：愛知県立大学・国際医療福祉大学ほか